# Omocenoides isophanes
Omocenoides isophanes är en fjärilsart som beskrevs av Antonius Johannes Theodorus Janse 1964. Omocenoides isophanes ingår i släktet Omocenoides och familjen snigelspinnare. Inga underarter finns listade i Catalogue of Life.